# حارشة جونستونية
حارشة جونستونية (الاسم العلمي: Psorophora johnstonii) هي نوع من الحشرات تتبع جنس الحارشة من فصيلة البعوضيات.